# Аризема красноватая
Аризе́ма краснова́тая (лат. Arisaema erubescens) — многолетнее травянистое клубневое растение, вид рода Аризема (Arisaema) семейства Ароидные (Araceae).

## Ботаническое описание
Клубень сжато-шаровидный, 2—7 см в диаметре.

### Листья
Катафиллов три, тёмно-зелёные, с беловатыми полосками и пятнами, до 55 см длиной, на вершине острые.
Лист один, иногда два. Черешок зелёный, гладкий, без пятен, до 100 см длиной и около 2 см в диаметре, вложенный примерно до 50 см во влагалища, образующие ложный стебель. Листовая пластинка пальчатораздельная; листочки сидячие, в числе 18—23, зелёные снизу, сверху тускло-зелёные, узкоовальные или узколинейные, 18—28 см длиной, 2—20 мм шириной, в основании клиновидные, на вершине длиннозаострённые, с хвостовидным образованием с нитевидной частью 7—10 см длиной. Жилки снизу приподнятые, сверху утопленные; боковые жилки многочисленные, косовосходящие.

### Соцветия и цветки
Цветоножка короче черешков, до 75 см длиной, со свободной частью около 9 см длиной. Покрывало зелёное, с неясными беловатыми продольными полосками или без них; трубка цилиндрическая, 6—7 см длиной, около 1,5 см в диаметре, края устья загнутые и ухообразные; пластинка зелёная, иногда с пурпуровыми краями снаружи, бледно-зелёная внутри, треугольно-овальная, 8—12 см длиной, 4—8 см шириной, на вершине заострённая, с длинным нитевидным пурпуровым хвостовидным образованием, изогнутая.
Початок однополый. Женская зона коническая, около 3,5 см длиной и 1,5 см в диаметре; завязь зелёная, обратнояйцевидная; рыльце сидячее, сферическое, опушённое. Мужская зона цилиндрическая, 4—4,5 см длиной, 4—5 мм в диаметре; синандрий тёмно-фиолетовый; пыльники полусидячие, в числе два или три, вскрывающиеся верхушечными порами. Придаток бдедно-зелёный, цилиндрический или узкоконический, около 7 см длиной и 2—4 мм в диаметре, с небольшим количеством острых стерильных цветков у основания.
Цветёт в июне — июле.

### Плоды
Соплодие свисающее. Плоды — красные ягоды.

## Распространение
Встречается в Непале .
Растёт в сосновых, смешанных лесах, на травянистых склонах, берегах озёр, между скалами, на высоте до 3200 м над уровнем моря.